# British Hockey League 1990/91
Die Saison 1990/91 war die neunte Spielzeit der British Hockey League, der höchsten britischen Eishockeyspielklasse. Meister wurden die Durham Wasps.

## Modus
In der Hauptrunde absolvierte jede der zehn Mannschaften insgesamt 36 Spiele. Der Erstplatzierte der Hauptrunde wurde Meister. Für einen Sieg erhielt jede Mannschaft zwei Punkte, für ein Unentschieden einen Punkt und für eine Niederlage null Punkte.

## Hauptrunde

### Tabelle
|     | Klub                 | Sp | S  | U | N  | Tore    | Punkte |
| --- | -------------------- | -- | -- | - | -- | ------- | ------ |
| 1.  | Durham Wasps         | 36 | 28 | 3 | 5  | 324:186 | 59     |
| 2.  | Cardiff Devils       | 36 | 21 | 2 | 13 | 274:237 | 44     |
| 3.  | Peterborough Pirates | 36 | 19 | 4 | 13 | 287:241 | 42     |
| 4.  | Murrayfield Racers   | 36 | 19 | 2 | 15 | 264:236 | 40     |
| 5.  | Ayr Raiders          | 36 | 18 | 3 | 15 | 243:243 | 39     |
| 6.  | Nottingham Panthers  | 36 | 16 | 4 | 16 | 200:202 | 36     |
| 7.  | Whitley Warriors     | 36 | 13 | 4 | 19 | 269:292 | 30     |
| 8.  | Solihull Barons      | 36 | 13 | 1 | 22 | 255:340 | 27     |
| 9.  | Cleveland Bombers    | 36 | 9  | 5 | 22 | 198:246 | 23     |
| 10. | Fife Flyers          | 36 | 8  | 4 | 24 | 215:306 | 20     |

Sp = Spiele, S = Siege, U = Unentschieden, N = Niederlagen